# Aura (nimfa)
Aura (stgr. Αὔρα Aúra, łac. Aura ‘Bryza’) – w mitologii greckiej nimfa frygijska szybka jak wiatr, łowczyni z orszaku Artemidy.
Uchodziła za córkę Lelantosa i Okeanidy Periboi (lub Frygijki Periboi). Miała z bogiem Dionizosem dwóch bliźniaków, jednak w szale jednego z nich rozszarpała (przeżył jedynie Iakchos). Rzuciła się do rzeki Sangarios w Azji Mniejszej. Została przemieniona w źródło.